# ビリオン×スクール
『ビリオン×スクール』は、2024年7月5日から9月13日までフジテレビ系「金曜9時枠の連続ドラマ」枠にて放送されたテレビドラマ。主演は山田涼介。
日本を代表する財閥系グループのCEOの主人公が身分を隠して高校の教師となり、生徒と共に成長する姿を描いたオリジナルストーリー。
本作を以て、金曜21時台の連続ドラマ枠は最終作品となり、2024年10月期からは火曜21時台に移動する。

## あらすじ
私立絵都学園では、「やる気ゼロ、才能ゼロ、将来性ゼロ」の生徒が集められた3年0組（通称：ゼロ組）があった。そんな底辺クラスに赴任してきたのは、眉目秀麗だが、風変わりな教師・加賀美零。
実は、彼は日本を代表する財閥系グループのCEOで、「億万長者＝ビリオネア」だったのだ。

## キャスト

### 主要人物
加賀美零（かがみ れい）
演 - 山田涼介（幼少期：高木波瑠）
本作の主人公。日本を代表する財閥系グループのCEO。超高精度の教育用AIプログラムの開発のために、億万長者（ビリオネア）の身分を隠して私立絵都学園3年0組（ゼロ組）の担任教師となった。ある事が原因で幼少期の記憶を無くしていたが、小学校時代に編入したクラス(担任は東堂真紀子)で同級生の内巻がイジメに遭っていた際に零がイジメの加害者達を注意した事や彼の成績優秀な面を一部のクラスメイトたちから妬まれた事を発端にイジメの対象が内巻から移り、苛烈なイジメを受ける。イジメの証拠を担任の真紀子から渡すように詰め寄られた際に小学校の屋上から誤って転落し、一命は取り留めたがその時のショックから記憶を失っていた事が判明した。
芹沢一花（せりざわ いちか）
演 - 木南晴夏（幼少期：渡辺久美伽）
零の秘書であり、ボディガード。自身も3年0組の副担任を務める。毎回ズレた発言をする加賀美に対して、辛辣なツッコミや訂正を入れているが、彼の良き理解者でもある。

### 私立絵都学園

#### 3年0組
西谷翔（にしたに しょう）
演 - 水沢林太郎
かつては快活な少年で学級委員やクラス行事に積極的なタイプだった。ある理由で学業がおろそかになる。
紺野直斗（こんの なおと）
演 - 松田元太（Travis Japan）
成績不良のため0組落ちした。雪美達とひめ香をいじめた事で停学をくらう。
東堂雪美（とうどう ゆきみ）
演 - 大原梓
校長の一人娘。ひめ香のことをいじめるグループの主犯格。ひめ香へのいじめが零によりバレてしまい、２話終盤から３話終盤まで停学をくらってしまう。
竹中天珠（たけなか てんじゅ）
演 - 山下幸輝
特待生徒として入学した秀才。
城島佑（じょうしま ゆう）
演 - 奥野壮
陸上部のエースだったが、怪我をして退部している。ある理由で暴力事件を起こし、ゼロ組へ転落した。また、雪美達とひめ香をいじめた事で停学をくらう。
鈴木司（すずき つかさ）
演 - 柏木悠（超特急）
かつて文化祭で問題を起こしたことで、0組落ち。
梅野ひめ香（うめの ひめか）
演 - 上坂樹里
別クラスでいじめを受け、自ら0組を選択する。物語後半からはいじめを経て雪美や元担任の溝口、土橋に意見を言える様になると同時に雪美を許せないでいながらも寄り添おうとする。
松下リナ（まつした りな）
演 - 倉沢杏菜
学校外の交友関係は広く、他校の先輩たちやバイト先の大学生ともつるんでいる。雪美と仲良し。雪美達とひめ香をいじめた事で停学をくらう。
大杉美波（おおすぎ みなみ）
演 - 小宮山莉渚（幼少期：太田結乃）
校則違反でゼロ組落ち。おしゃれ好きな陽キャ。
田丸元（たまる はじめ）
演 - 小泉光咲（原因は自分にある。）
カンニングの常習犯。
柄本真紀（えもと まき）
演 - 川口葵
校則違反でゼロ組落ち。実家が貧乏。バイト漬けの日々で出席日数不足。
原田乃音（はらだ ののん）
演 - 大熊花名実
ストーキングで0組落ち。
万城目蛍（まきめ ほたる）
演 - 松崎未夢
成績不良。マンガやアニメが好き。
名雲勇作（なぐも ゆうさく)
演 - 大政凜
不器用。真面目だが勉強も対人関係も残念。
川端未希（かわばた みき）
演 - 蓼沼優衣
成績不良。インフルエンサーへの憧れあり。
藤本喜咲（ふじもと きさき）
演 - 松永有紗
成績不良。蛍と「推し活」コンビ。
日下部龍太（くさかべ りゅうた）
演 - 砂田将宏（BALLISTIK BOYZ）
出席不足。サボり魔の一匹狼。HIPHOPが好き。大杉美波の幼馴染み。
斎藤穂乃花（さいとう ほのか）
演 - 平野瑠莉
成績不良。
岡本憩（おかもと いこい）
演 - 速瀬愛
成績不良。趣味はカラオケ。関西出身。
橋本小道（はしもと こみち）
演 - 今井竜太郎
素行不良で0組落ち。水泳部所属。
番場楓（ばんば かえで）
演 - 兼清萌々香
校則違反で0組落ち。デザイン系専門への進学希望。
春海将司（はるみ まさし）
演 - 松大航也
成績不良で0組落ち。
相場寧々（あいば ねね）
演 - 三浦理奈
素行不良で0組落ち。美波・楓と仲良し。
ムードメーカー。
琴吹仁（ことぶき じん）
演 - 佐藤峻輔
遅刻魔。バスケ部所属。

#### 教職員
東堂真紀子（とうどう まきこ）
演 - 水野美紀
校長。現在は長期海外赴任中であり、学校経営は教頭以下に任せている。
第6話で絵都学園に戻ってきた。かつては小学校教師をしていて、零の担任だったがクラス内でのイジメ問題を発端として零が小学校の屋上から転落して重傷を負った事件に自責の念がある。その事が原因で娘の雪美が教師を信じられなくなってしまう。
光井ひかる（みつい ひかる）
演 - 志田未来
英語科担当。生徒に愛を持って接する教師。残業付けの日々を送っている。
溝口信雄（みぞぐち のぶお）
演 - 坂口涼太郎
国語科担当。生徒に愛など持たないという考えを持っている。
土橋淳平（どばし じゅんぺい）
演 - 永野宗典
教頭。学校運営を東堂に任される。溝口信雄と同じく、生徒に愛など持たないという考え。
堺宮子（さかい みやこ）
演 - MEGUMI
養護教諭。昭和の考えだと指摘されると怒り狂う。
内巻雫（うちまき しずく）
演 - 神木隆之介（幼少期：山田暖絆）
校務員。加賀美のことを加賀美っちょと呼んでいる。
加賀美とは小学校のクラスメイトであり、いじめを受けていたが自身を庇い、守った加賀美がいじめのターゲットとなったが庇えず逃げ、その後は引きこもりになってしまったが、小学校の担任だった真紀子が校務員に雇用した。

### その他
ティーチ
演 - 安達祐実
零が開発した超高精度動的教育用AIプログラムを搭載したAI教師。
加賀美治（かがみ おさむ）
演 - 市村正親
零の父で加賀美グループの会長。父親としては厳しい性格。
零の母
演 - 星野真里
故人。優しい性格で零の良き理解者であったが、零が小学生の頃に死去。

### ゲスト

#### 第1話
西谷恵美
演 - 遊井亮子
西谷翔の母。夫が駆け落ちしてしまい、養育費も貰えず生活に困窮している。
檜山
演 - 忍成修吾
恵美の交際相手。恵美に2人で暮らそうと持ち掛けている。
観客
演 - 加賀翔（かが屋、最終話）、賀屋壮也（かが屋、最終話）
加賀美グループCEOは不細工AIではないか、と噂する観客。最終話ではなぜか0組のソーラン節を見に来ている。
大家
演 - 馬場園梓
西谷翔が住むアパートの大家。アパートが移転になることを伝えに来る。
SIT隊員
演 - 村越亮太

#### 第2話
梅野誠、梅野幸子
演 - 中川晴樹、和田光沙
ひめ香の両親。
生徒
演 - 澤田百（第4話）、下田彩夏（第4話）
前のクラスでひめ香をいじめていた生徒。

#### 第3話
1軍生徒
演 - 井上陽向大

映画スタッフ
演 - マークマードック（第8話）、ジェリーC（第8話）
零がハリウッドから呼んだ映画制作スタッフ。
リポーター
演 - 石井建太郎、野中遥月
立て籠もり事件を報道するリポーター。

#### 第4話
クエスチョン茂手木
演 - 新納慎也
人気テレビ番組「ザ・タイマンクイズSHOW!」の司会者。決め台詞は「アイム クエスチョン」。
塾長
演 - 緋田康人
零と天珠の対決を仕切る予備校「湯々木ゼミナール」塾長。
医師
演 - 日向丈
零が定期健診を受ける加賀美総合病院の医師。
竹中直美
演 - 西山繭子
天珠の母。
浪人生
演 - むらまつ（ゼンモンキー）、ヤザキ（ゼンモンキー）、荻野将太朗（ゼンモンキー）
零と天珠の対決を見守る湯々木ゼミナールの生徒たち。
社員
演 - 関幸治、森山晃帆、吉木遼、上村侑、坪井楓侑、谷口和邦
加賀美電機の開発チームの社員。
番組出演者
演 - ダンディ由輝、なめ茸鶴生
テレビ放送された「ザ・タイマンクイズSHOW!」に出演している医師と魚屋。

#### 第5話
海堂
演 - 六角慎司
リナのパパ活相手。温厚そうな人物に見えたが、あることをきっかけに豹変する。
松下瞳、健一、茜、彩（さやか）
演 - 片岡礼子、鳥谷宏之、森谷菜緒子、山城沙羅
リナの母、父、姉、妹。茜は就活している。彩は塾に通っており、学力優秀。
佐野、杉村
演 - 藤枝喜輝、片岡久道
松下リナがバイトしているガソリンスタンドの同僚。
チンピラ
演 - 酒井靖史、田中亮
海堂の仲間。

#### 第6話
司会者
演 - 大東駿介（友情出演）
「高3カップル無料招待パーティー」の司会者。
花井歩夢
演 - 佐藤龍我
神楽高校の生徒。大杉美波の想い人でライバルが多い。実は5股をしていた。
美容師
演 - 田中真琴
堺宮子が通う美容院の美容師。
歩夢の交際相手
演 - 小浜桃奈、志村優樹、実熊瑠琉
歩夢が5股していた女性たち。
小学生
演 - 本屋碧美、長友幸桜、川田秋妃
大杉美波の小学生時代の同級生。

#### 第7話
キャシー
演 - 赤間麻里子
零が連れて来た面接指導の講師。リズムに乗って踊りながら敬語を学ばせる。
馬嶋沙里奈
演 - 工藤遥
絵都学園卒業生で光井ひかるの元教え子。卒業後も光井を度々訪ねて来ては理由を付けて光井にお金をせびり騙していたがバレた為光井にお金が欲しかったらいつまでも甘えずに働けと一喝されてしまう。
オジマ
演 - kemio
緊張しないメンタル指導をする面接指導の講師。
彦丸
演 - 菅野久夫
作法の指導をする面接指導の講師。
馬嶋沙里奈の仲間
演 - 鬼倉龍大、木越明

#### 第8話
老人
演 - ジジ・ぶぅ
公園でこれを拾った、と城島佑に爆弾を渡す老人。
以前のクラスメイト
演 - 大津夕陽（第9話）、瀬名陽斗（第9話）
校長の娘と同じクラスは嫌だ、と東堂雪美の陰口を叩いて城島佑に殴られる男子生徒たち。
車椅子の男性
演 - 北林テイ（第8話クレジットでは北村テイと誤記、第9話）
車椅子で転んでいるところを東堂雪美と城島佑に助けてもらう男性。
生徒
演 - 東枡聖也（第9話）、飯山さな（第9話）
他クラスの生徒。

#### 第9話
車椅子の女性
演 - 深沢エミ
困っているところを東堂真紀子に助けられる女性。
小学生
演 - 田辺りく（第10話）、平石稜空（第10話）、大熊大貴（第10話）、寺田藍月、大野りりあな
零の小学生時代のクラスメイト。

#### 第10話
辰巳寅二
演 - 正名僕蔵（最終話）
絵都学園 理事長。
桂木恵太
演 - 白石隼也
グリーンショップ店員。小学生の頃、内巻と零をいじめていたクラスメイトの主犯格。

#### 最終話
神楽
演 - 水野智則

空港アナウンス
演 - 松村未央

## スタッフ
- 脚本 - 我人祥太[1]
- 音楽 - 宮崎誠
- 主題歌 - Ado「ルル」（ユニバーサルミュージック）[76]
- 科学監修 - 岩男徹
- 警察監修 - 古谷謙一
- プロデュース - 江花松樹[1]
- 演出 - 瑠東東一郎、西岡和宏[1]、松下敏也[77]、塚田芽来[77]
- 制作協力 - ファインエンターテイメント
- 制作著作 - フジテレビジョン

## 放送日程
| 各話                                                                        | 放送日  | サブタイトル                               | 演出       | 視聴率 |
| --------------------------------------------------------------------------- | ------- | ------------------------------------------ | ---------- | ------ |
| 第1話                                                                       | 7月05日 | 山田涼介×学園ドラマ!スゲェ2人がやってきた  | 瑠東東一郎 | 4.3%   |
| 第2話                                                                       | 7月12日 | AI教師はイジメ問題を解決できるか?          | 瑠東東一郎 | 4.0%   |
| 第3話                                                                       | 7月19日 | AI教師はスクールカーストを壊せるか?        | 西岡和宏   | 2.7%   |
| 第4話                                                                       | 7月26日 | AI教師は天才不登校児を学校に来させられるか | 西岡和宏   | 3.6%   |
| 第5話                                                                       | 8月02日 | AI教師はパパ活女子高生を更生できるか?      | 松下敏也   | 3.2%   |
| 第6話                                                                       | 8月09日 | 物語は後半戦へ!AI教師は恋愛成就させれるか  | 瑠東東一郎 | 2.6%   |
| 第7話                                                                       | 8月16日 | 新章突入!AI教師は生徒の進路を決められるか  | 塚田芽来   | 3.8%   |
| 第8話                                                                       | 8月23日 | AI教師は崖っぷちゼロ組を勝利に導けるか?    | 西岡和宏   | 2.7%   |
| 第9話                                                                       | 8月30日 | 伏線全回収!AI教師は親子の絆を取り戻せるか  | 西岡和宏   | 3.4%   |
| 第10話                                                                      | 9月06日 | 最終章…AI教師はクラスを一つにできるのか    | 瑠東東一郎 | 3.1%   |
| 最終話                                                                      | 9月13日 | 涙の最終回!AI教師は本当の教師になれるのか  | 瑠東東一郎 | 3.2%   |
| 平均視聴率 3.3%（視聴率はビデオリサーチ調べ、関東地区・世帯・リアルタイム） |         |                                            |            |        |

- 第1話は21時 - 22時13分の15分拡大放送[2]。

## コミカライズ
2024年9月13日より2025年6月4日までカドコミ（KADOKAWA）にて本作を原作とした、コミカライズが連載された。脚本：我人祥太、キャラクターデザイン：古河コビー、構成・作画：峰博士が担当している。
- 我人祥太（脚本）・古河コビー（キャラクターデザイン）・峰博士（作画・構成） 『ビリオン×スクール』 KADOKAWA、全2巻
  - （上巻）2025年3月3日発売[81][82]、ISBN 978-4-04-607298-6
  - （下巻）2025年6月4日発売[83]、ISBN 978-4-04-607301-3